# Firth of Forth
Koordinaten: 56° 0′ 36″ N, 3° 10′ 12″ W

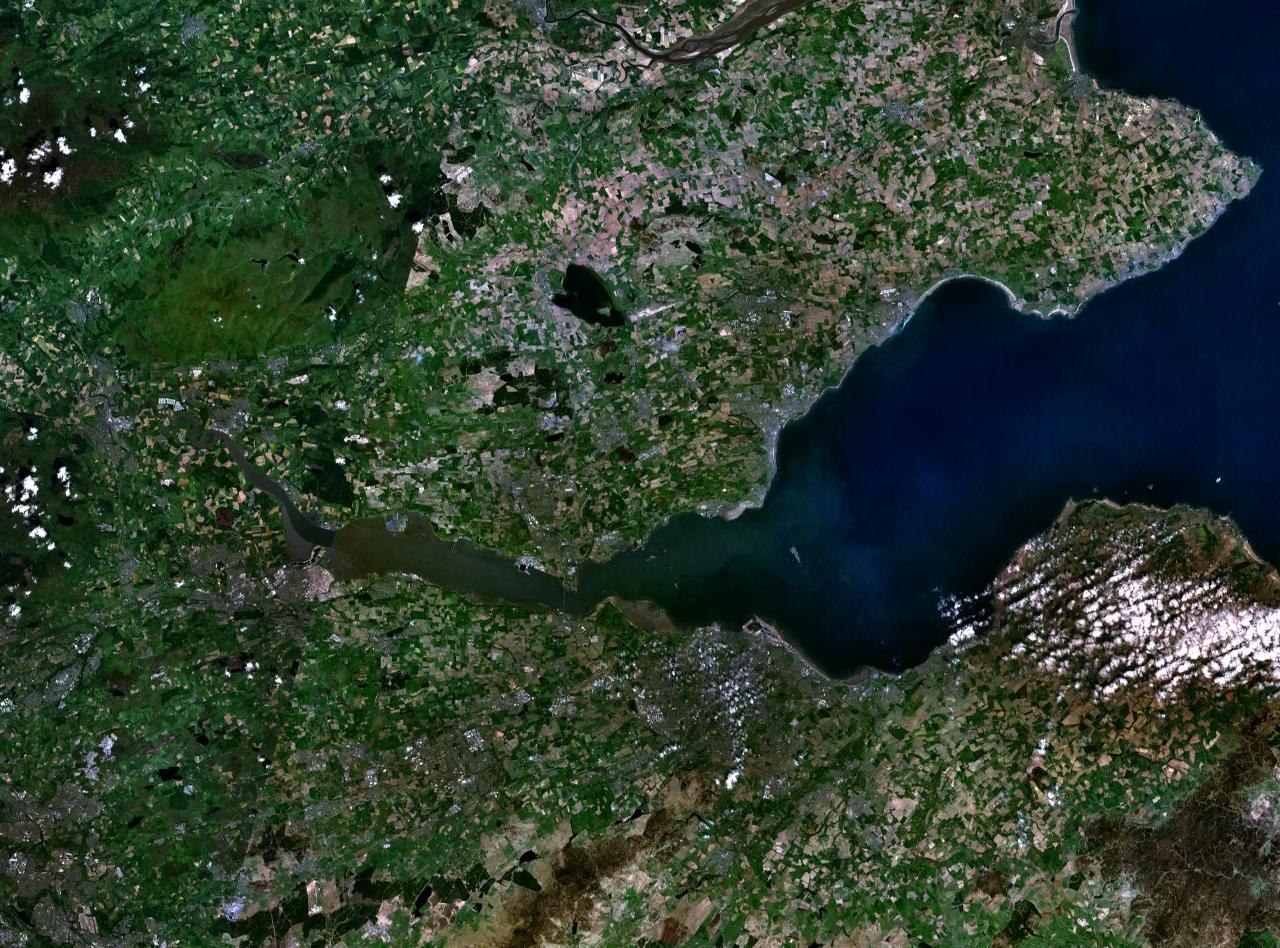
Satellitenbild des Firth of Forth

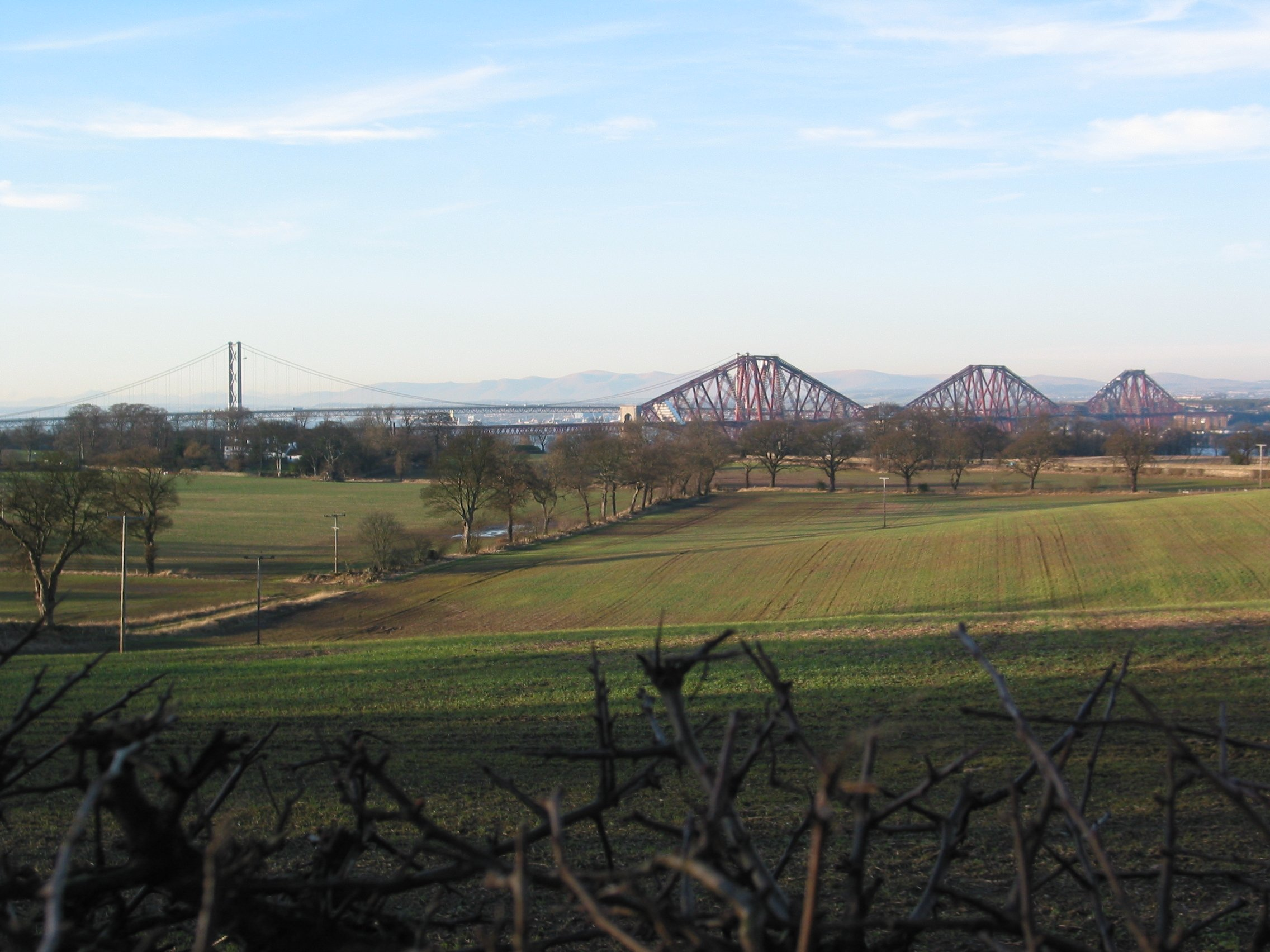
Beide Forth-Brücken

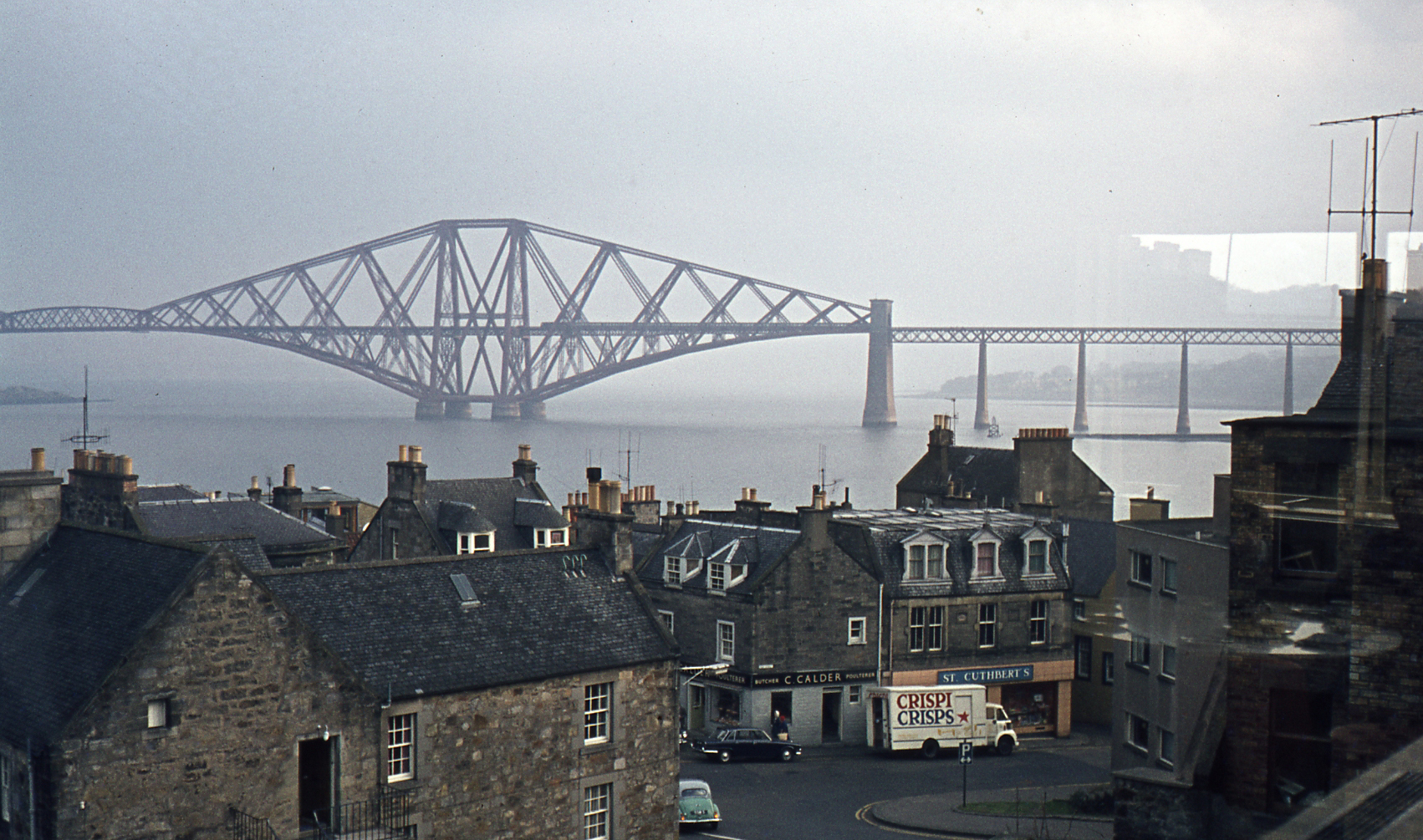
Forth-Eisenbahnbrücke 1972

Der Firth of Forth (schottisch-gälisch Linne Foirthe) ist ein Meeresarm an der Ostküste von Schottland und gleichzeitig die Mündung des Flusses Forth in die Nordsee. Das englische Wort Firth bedeutet „Förde“ oder „Fjord“. Präformiert wurde die Rinne des Firth of Forth in der letzten britischen Eiszeitphase durch den vom Hochland herabwandernden Forth-Gletscher. Darum ist der Firth of Forth geologisch ein Fjord. Er ist vom Ort Kinkardine bis zur Isle of May gerechnet etwa 80 km lang und bis zu 21 km breit. Während der Römerzeit war das Gebiet als Bodotria bekannt.

## Lagebeschreibung
Im Norden liegt die Grafschaft Fife; im Süden liegen die Grafschaften East Lothian und West Lothian sowie die Stadt Edinburgh. Die Gezeiten machen sich bis hinauf nach Stirling bemerkbar.
An beiden Ufern befinden sich zahlreiche Städte sowie die petrochemischen Werke von Grangemouth, der Hafen von Leith, das Bohrinselwerk von Methil, die Schiffsabwrackanlage von Inverkeithing und die Marinewerft von Rosyth. Weitere Industrieanlagen stehen im Forth Bridgehead, in Burntisland, in Kirkcaldy, Bo’ness und Leven. Über den Firth of Forth führen die 1890 eröffnete Eisenbahnbrücke Forth Bridge sowie die Straßenbrücken Kincardine Bridge von 1936, Forth Road Bridge von 1964, Clackmannanshire Bridge von 2008 und Queensferry Crossing von 2017.

## Querungen und Bedeutung des Flusses
1850 wurde der Firth of Forth von der ersten Eisenbahnfähre der Welt überquert; das Schiff hieß Leviathan und hatte 417 Bruttoregistertonnen.
Weil nur Eisenbahnen den Fluss hier überqueren konnten, wurden um 1930 technische Untersuchungen und finanzielle Abschätzungen durchgeführt, ob parallel zur Eisenbahnfähre entweder eine Hochbrücke oder eine Autofährverbindung für Kraftfahrzeuge eingerichtet werden könnte. Die Forth Road Bridge, mit der die A1000 den Forth quert, wurde 1964 westlich der Forth Bridge fertiggestellt. Seit 2017 quert der M90 motorway den Forth mit der Schrägseilbrücke Queensferry Crossing, die noch etwas weiter westlich liegt. Die beiden Brücken für Kraftfahrzeuge landen dabei auf der nördlichen Seite westlich von North Queensferry an. Der Standort bietet sich für Querungen an, weil dies durch die gegenüberliegende Seite die engste Stelle im mittleren Verlauf des Firth of Forth ist.
Im inneren Teil des Firth, das heißt in der Gegend zwischen Kincardine und den Forth-Brücken, wurde der Meeresarm etwa zur Hälfte durch Landgewinnung zugeschüttet, teilweise für landwirtschaftliche, hauptsächlich aber für industrielle Zwecke und als Deponie für die Kohleschlacke des Longannet-Kraftwerks.
Trotz der starken industriellen Nutzung ist der Firth wichtig für den Naturschutz. Im Firth of Forth Special Protection Area (spezielles Schutzgebiet) halten sich jedes Jahr über 90.000 brütende Seevögel auf. Auf der Isle of May befindet sich eine Vogelbeobachtungsstation.

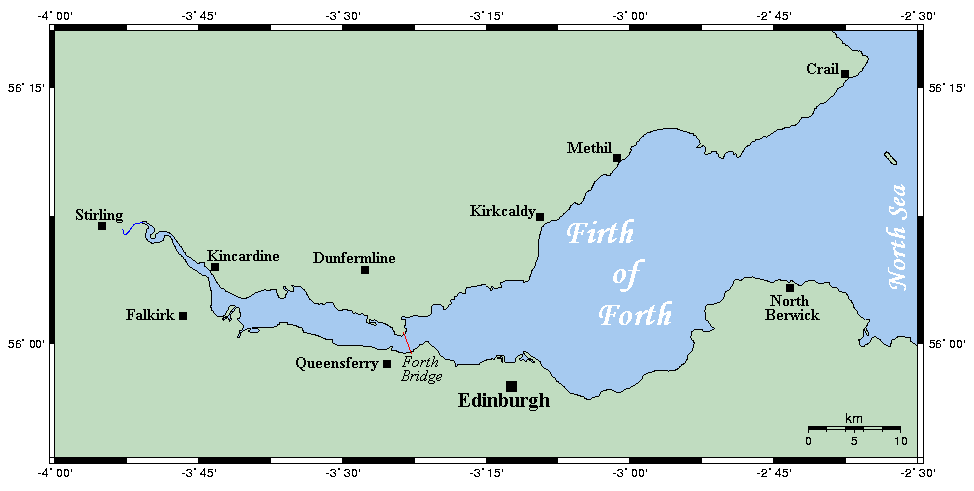
Karte des Firth of Forth

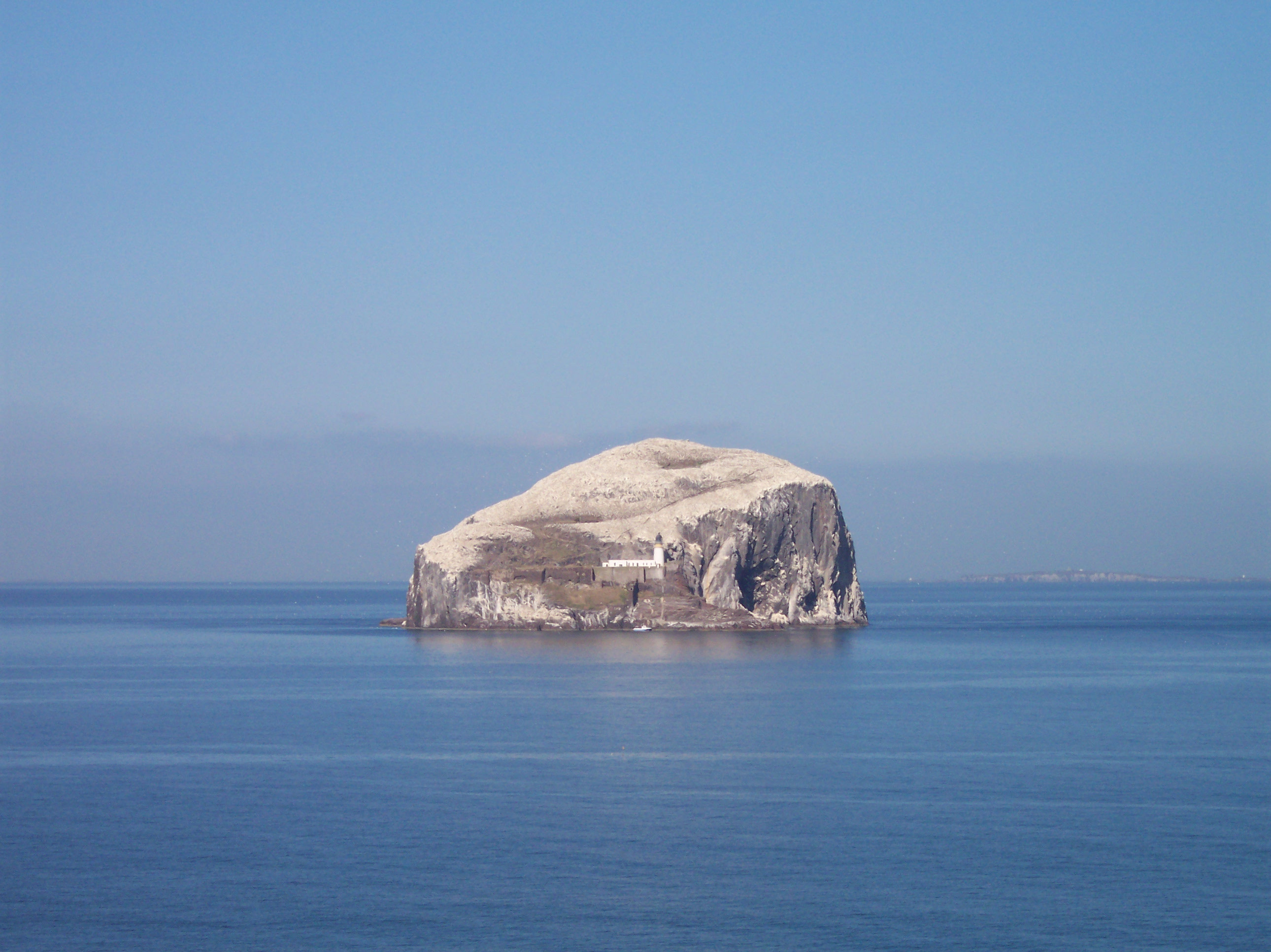
Bass Rock mit Leuchtturm

## Inseln im Firth of Forth
- Bass Rock
- Craigleith
- Cramond
- Eyebroughy
- Fidra
- Inchcolm
- Inchgarvie
- Inchkeith
- Inchmickery
- Isle of May
- The Lamb

## Städte und Dörfer am Firth of Forth

### Nordufer
- Aberdour
- Anstruther
- Buckhaven
- Burntisland
- Cellardyke
- Crail
- Dalgety Bay
- Dysart
- East Wemyss
- Elie and Earlsferry
- Inverkeithing
- Kincardine
- Kinghorn
- Kirkcaldy
- Leven
- Lower Largo
- Methil
- North Queensferry
- Pittenweem
- Rosyth
- St Monans

### Südufer
- Aberlady
- Blackness
- Bo’ness
- Cockenzie and Port Seton
- Cramond
- Dunbar
- Edinburgh
- Grangemouth
- Gullane
- Leith
- Musselburgh
- Newhaven
- North Berwick
- Port Edgar
- Portobello
- Prestonpans
- South Queensferry

## Musik
Die Progressive Rock Band Genesis veröffentlichte 1973 den Song Firth of Fifth, dessen Titel spielt in Form eines Wortspiels auf den Firth of Forth an (Forth klingt im Englischen wie fourth „der vierte“; Fifth bedeutet „der fünfte“). Die schottische Indie-Rock-Band Frightened Rabbit veröffentlichte 2008 den Song Floating in the Forth. Der Leichnam von Frontmann Scott Hutchison wurde 2018 in der Nähe der Forth Road Bridge gefunden, die auch in dem Song erwähnt wird.